# Peniarth 28
Peniarth 28 est la première des copies survivantes des lois de Hywel Dda. Le manuscrit, écrit en latin, date de la seconde moitié du XIIIe siècle. Il fait partie de la collection de manuscrits Peniarth qui constituait la collection de base de la Bibliothèque nationale du Pays de Galles. 

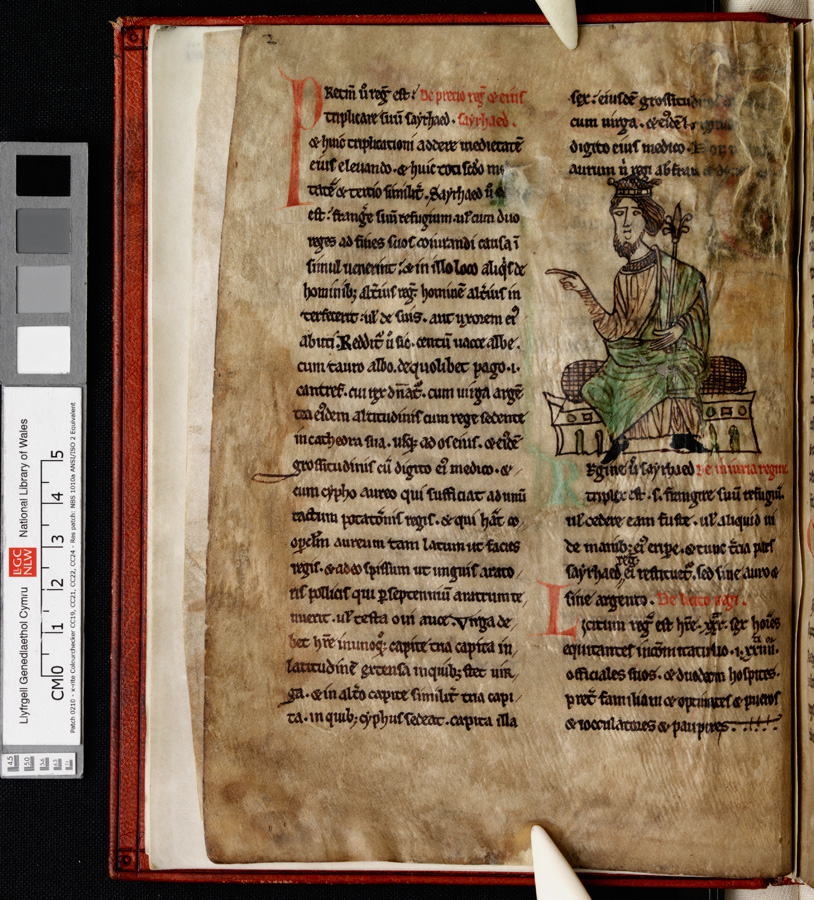
Folio 1 verso: King Hywel
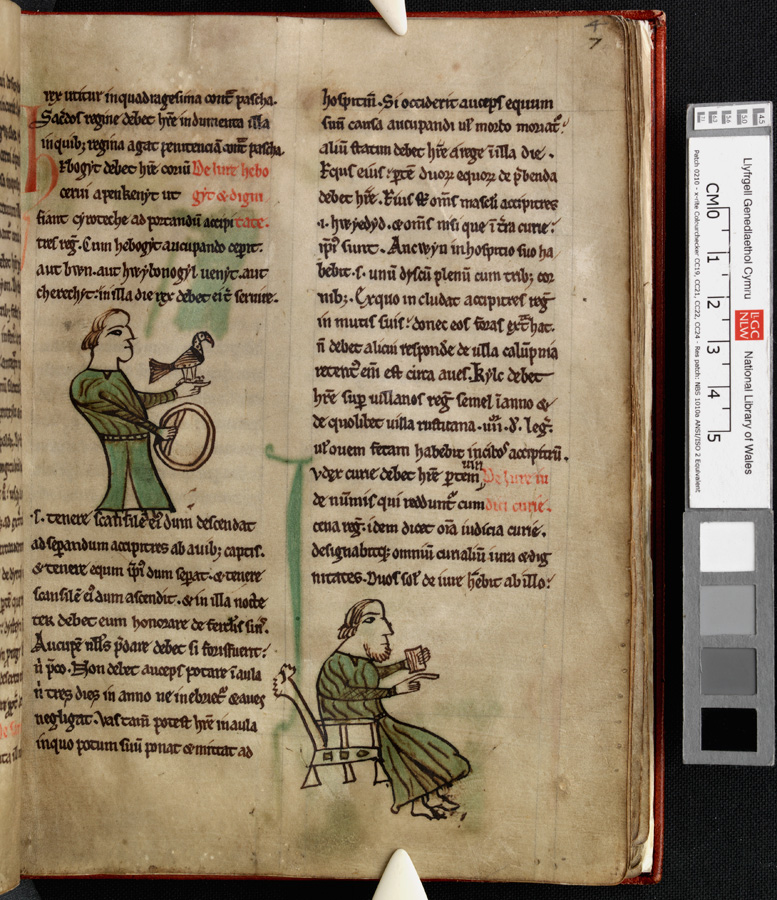
Folio 4 recto: Judge & Hawker
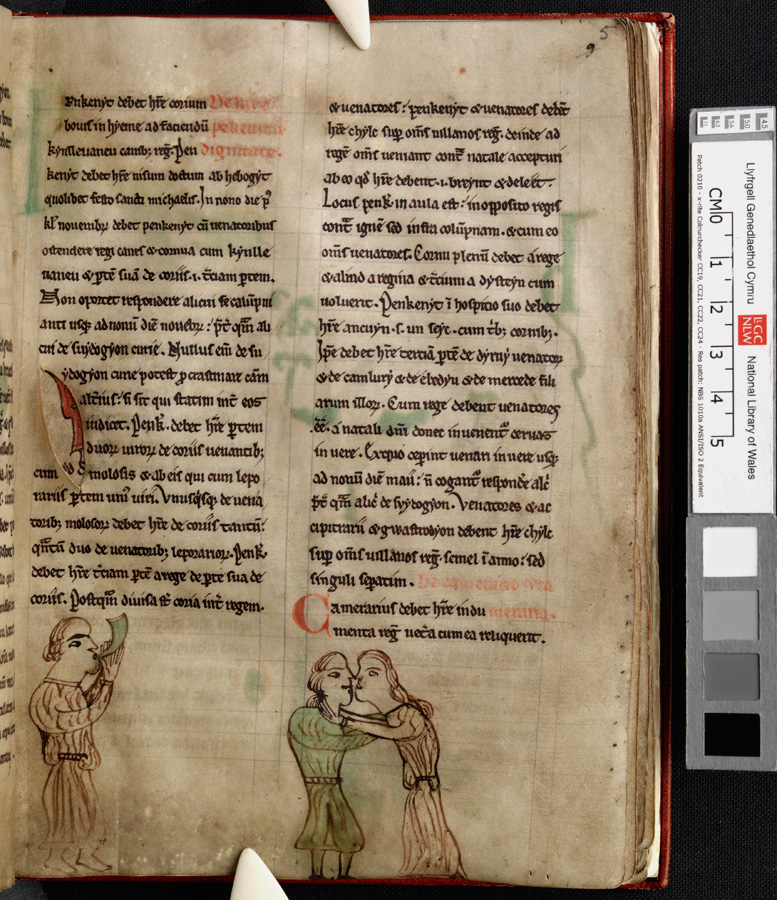
Folio 5 recto: Embrasser un couple